# Henry Andraud
Henry Francisque Bernard Joseph Andraud est un homme politique français né le 9 avril 1895 à Clermont-Ferrand (Puy-de-Dôme) et décédé le 27 septembre 1949 à Chamalières (Puy-de-Dôme).

## Biographie
Fils de paysan, engagé volontaire dans l'infanterie en 1914, il sort de la guerre blessé, avec la croix de guerre et la médaille militaire, mais aussi une passion pour l'aviation, qu'il avait découvert dans le cadre militaire, et dont il poursuit l'exercice à titre civil par la suite.
Membre du Parti socialiste depuis 1915, il devient rédacteur du journal socialiste local La Montagne, puis son rédacteur en chef en 1925. Défenseur des anciens combattants, il l'est aussi des soldats innocents condamnés par les tribunaux militaires auxquels il consacre deux ouvrages : Les crimes des cours martiales : sous les balles françaises, publié en 1923 et Quand on fusillait les innocents, en 1935.
Conseiller municipal de Clermont-Ferrand en 1925, élu député du Puy-de-Dôme en 1928, battant le sortant Joseph Reynouard, il est réélu en 1932.
Bien que n'ayant aucune part dans les affrontements qui conduisent à la scission du courant « néo-socialiste » animé par Marcel Déat, il adhère fin 1933 au groupe parlementaire du Parti socialiste de France. C'est sous cette étiquette qu'il est réélu député en 1936, mais sans candidat socialiste contre lui.
Se retrouvant dans les orientations du Front populaire, il fit son retour à la SFIO à la fin du printemps 1936. Il est ensuite nommé sous-secrétaire d'État à l'Air du 22 juin 1937 au 18 janvier 1938 dans le gouvernement Camille Chautemps.
Mobilisé comme Lieutenant pilote en 1940, il organise dès 1941 un réseau de résistance. À ce titre, il est décoré de la Légion d'honneur et de la médaille de la Résistance à la Libération.
Néanmoins, son vote en faveur des plein-pouvoirs au Maréchal Pétain de 1940 lui vaut une exclusion de la SFIO à la Libération. Il abandonne alors la vie politique pour se consacrer à l'industrie. Il fonde une entreprise de motocyclettes qui devient particulièrement importante. Il meurt d'une crise cardiaque en 1949.